# Río Tobol
El río Tobol o Tobyl (del ruso: Тобол) es un largo río, principalmente ruso, de Siberia Occidental, un afluente de la margen izquierda del río Irtish —que a su vez es afluente del Obi— que nace en la estepa de Kazajistán. Tiene una longitud de 1591 km y drena una gran cuenca de 426 000 km². Administrativamente, el río discurre un tramo por Kazajistán, una parte frontera y luego en Rusia por el óblast de Kurgán y el óblast de Tiumén de la Federación Rusa.

## Geografía

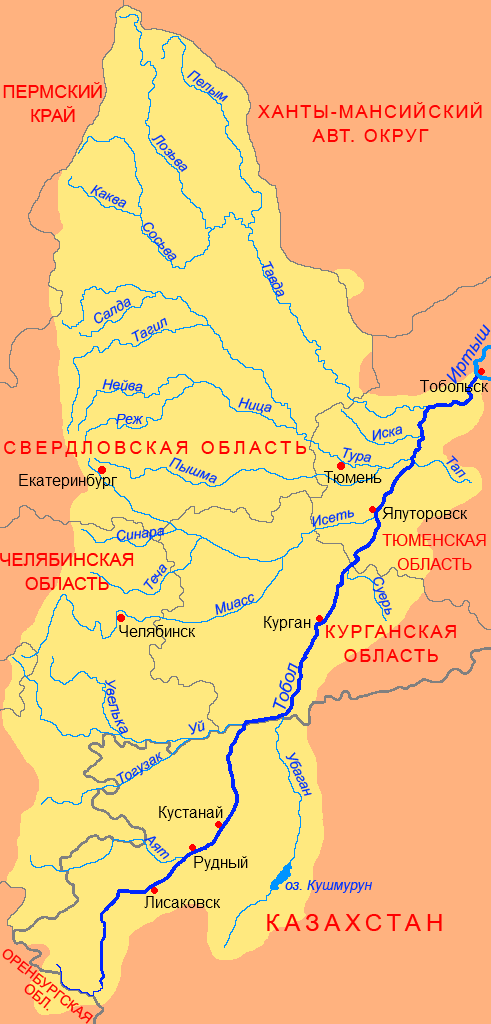
Mapa en ruso del río Tobol en el que aparecen las siguientes ciudades en su curso: Lisakovsk (Лисаковск), Rudny (Рудный), Kostanái (Қостанай), Kurgán (Курган), Yalútorovsk (Ялу́торовск) y Tobolsk (Тобо́льск)

El río Tobol comienza su trayecto cerca de la frontera ruso-kazaja, en territorio kazajo pero no lejos de la ciudad rusa de Orsk. Recibe allí el nombre kazajo de Tobyl. Recorre 597 km por territorio kazajo hasta recibir, por la izquierda, al  río Uy Luego durante un tramo forma la frontera  y sigue hacia el norte, pasando por la ciudad de Kostanái antes de atravesar el límite ruso-kazajo en el norte de Kazajistán (hacia el km. 800). En la planicie siberiana recibe su nombre ruso de Tobol. Cruza el trayecto del ferrocarril transiberiano en la ciudad de Kurgán y desemboca en el río Irtysh cerca de la ciudad de Tobolsk.
En su curso se hallan las ciudades, además de Tobolsk y Kurgán, de Lisakovsk, Rudny, Kostanái y Yalútorovsk. 
Sus principales afluentes son los siguientes ríos:
- río Uy, por la izquierda, con una longitud de 462 km y con sus subafluentes el Ouvelka (260 km) y el Togouzak (200 km);
- río Iset, por la izquierda, con una longitud de 606 km y con sus subafluentes el río Miass (658 km), el Sinara y el Tetcha (240 km);
- río Tura, por la izquierda, con una longitud de 1030 km y con sus subafluentes, el río Pychma (603 km), el Nica (262 km), el Salda (122 km) y el Tagil (414 km);
- río Tavda, cpor la izquierda, on una longitud de 719 km y con sus subafluentes, el río Lozva (637 km), el río Sosva (635 km) y el río Pelym (707 km);
- río Ubagán, por la derecha, con una longitud de 376 km, todo por territorio kazajo;

## Historia
El río Tobol fue uno de los cuatro ríos más importantes del kanato de Sibir. En 1428 el jan de Sibir fue muerto a sus orillas en una batalla (conocida como Batalla de Tobol) contra el jan sshaybánida Abu'l-Jayr

## Sitio Ramsar de la estepa arbolada Tobol-Ishim

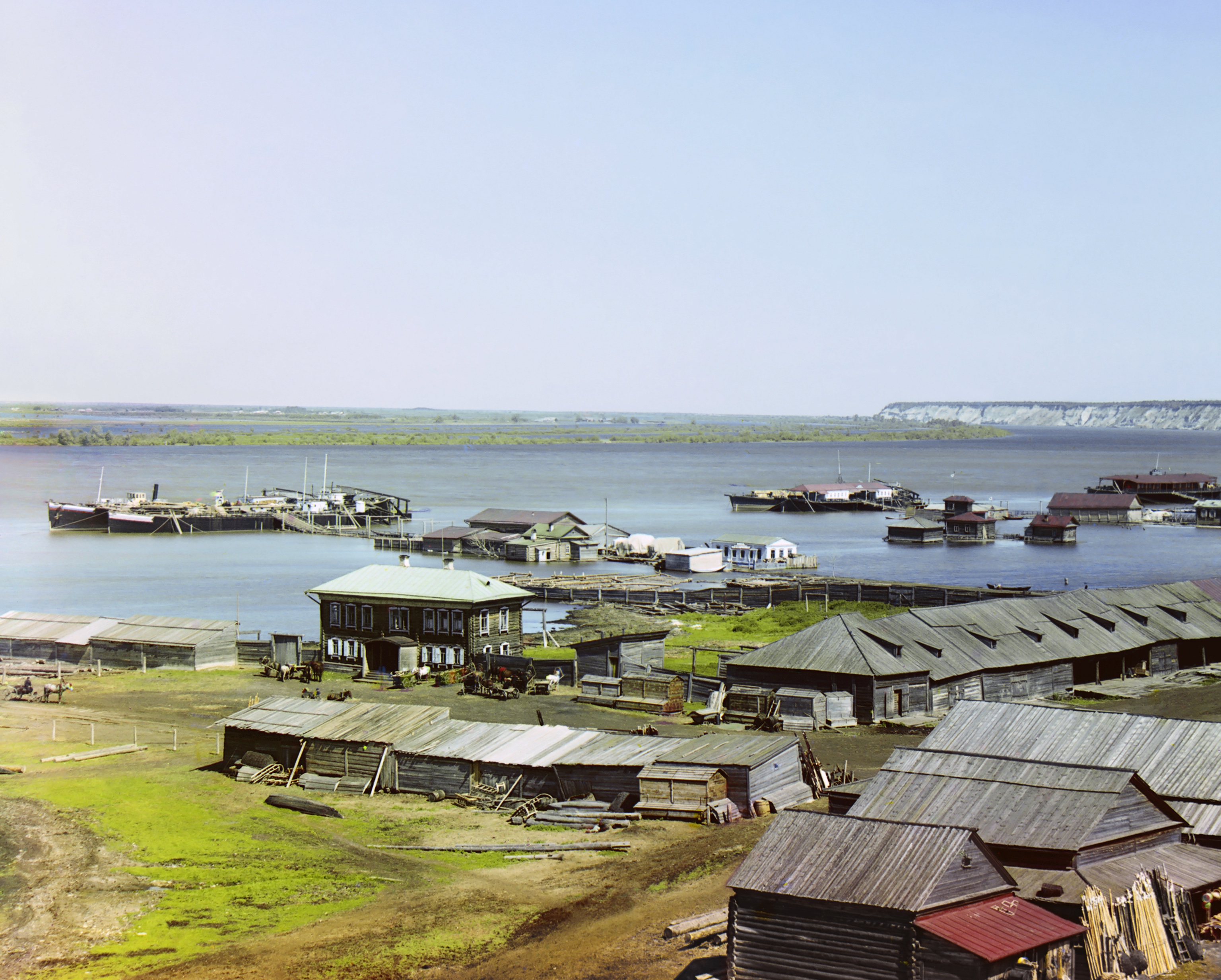
Confluencia de los ríos Irtysh y Tobol.

En el sur de la llanura de Siberia Occidental, entre los ríos Tobol e Ishim, afluentes del Irtishpor la izquierda, una extensa región esteparia y a la vez boscosa fue declarada sitio Ramsar (55°27′N 69°00′E) número 679 en 1994, con una extensión de 12.170 km². Incluye una reserva natural estatal, un refugio de vida salvaje y un Monumento natural. La región se encuentra solo a 100 m sobre el nivel del mar. El paisaje está formado por bosques de sauces y abedules entremezclados con humedales formados por lagos y ríos con áreas pantanosas, turberas y estepas, muchas de ellas cultivadas. La vegetación incluye juncales, carrizales, turberas y musgos. El régimen hidrológico de los lagos se caracteriza por ciclos de 20 a 50 años de inundación, según el ciclo climático. Estos ciclos causan cambios dinámicos en la salinidad y las comunidades vegetales. El mosaico de humedales alberga una rica diversidad de hábitats y especies. Al menos, hay 20 especies de aves en peligro. La ruta migratoria es usada por millones de aves cada primavera y otoño, y es importante para la cría.